# قائمة العطل الرسمية في فنلندا
أقرت جميع العطلات الرسمية في فنلندا بموجب مراسيم برلمانية. يمكن تقسيم العطل الرسمية إلى أعياد دينية وغير دينية. الأعياد الدينية الرئيسية هي عيد الميلاد ، رأس السنة الميلادية ، عيد الغطاس ، عيد القيامة ، عيد الصعود ، عيد العنصرة ، عيد منتصف الصيف ، وعيد جميع القديسين. والعيدان غير الدينيين هما عيد العمال وعيد استقلال فنلندا.